# Otwór szczelinowy
Otwór szczelinowy – element architektoniczny w postaci wąskiego pionowego otworu w ścianie, o prostym wykroju, przepuszczający do wnętrza światło dzienne lub wykorzystywany jako otwór strzelniczy, najczęściej nieoszklony, występujący w architekturze romańskiej i gotyckiej.

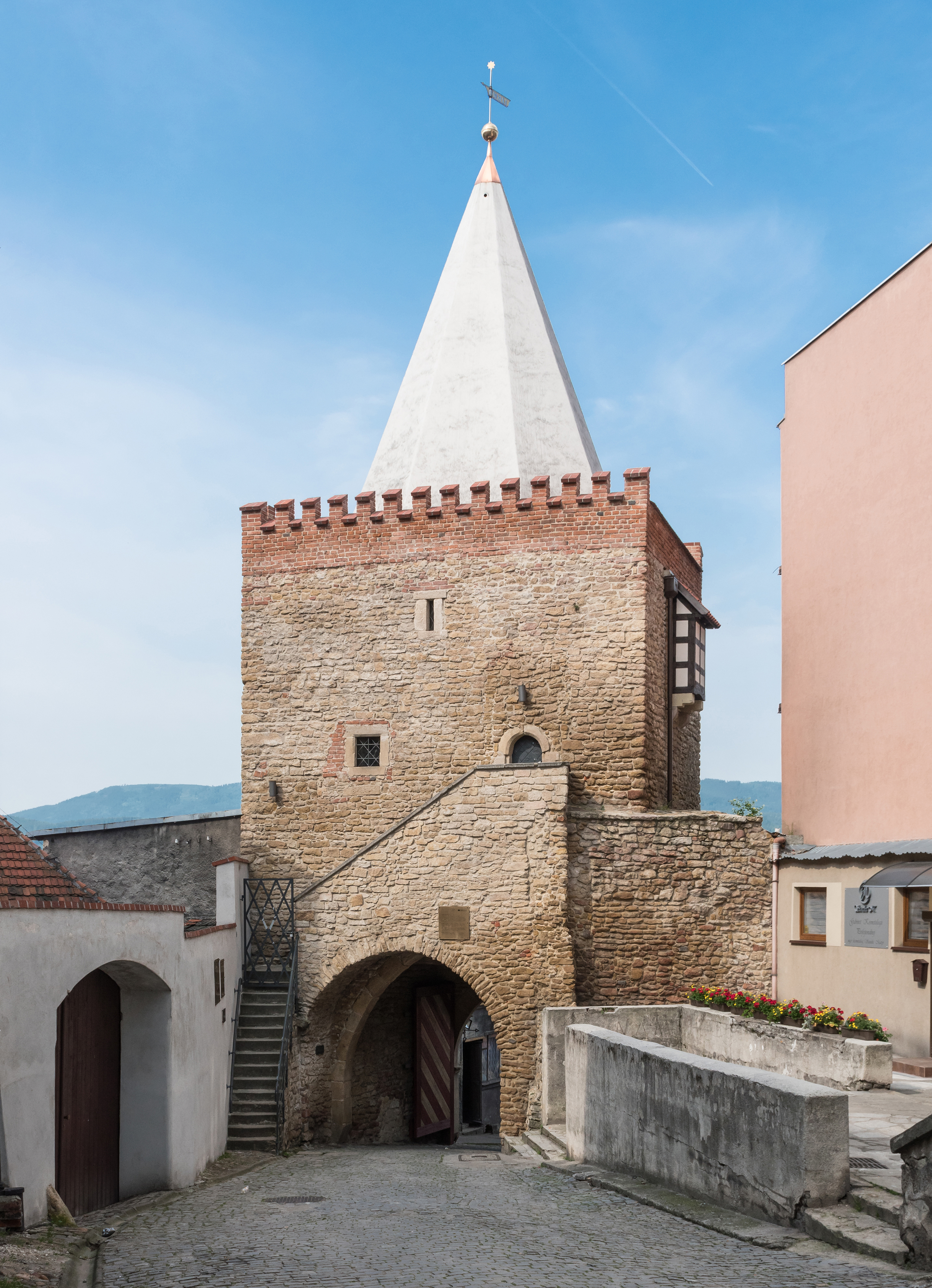
Otwór szczelinowy w Bramie Wodnej w Bystrzycy Kłodzkiej

Otwory szczelinowe wykorzystywano w budowlach militarnych, głównie w średniowieczu do obserwacji i ostrzału przedpola. W okresie późniejszym w stylach nawiązujących do średniowiecza, stały się elementem dekoracyjnym w budowlach nieobronnych. Szczególnie często wykorzystywano je w architekturze neogotyku.